# Polyschema clavulatum
Polyschema clavulatum är en svampart som först beskrevs av Cooke & Harkn., och fick sitt nu gällande namn av M.B. Ellis 1976. Polyschema clavulatum ingår i släktet Polyschema, divisionen sporsäcksvampar och riket svampar.   Inga underarter finns listade i Catalogue of Life.